# M1 (mobilselskab)
 For alternative betydninger, se M1. (Se også artikler, som begynder med M1)
M1 A/S var et danskejet mobilselskab, der havde hovedsæde i Aalborg. 
M1 blev i 2009 opkøbt af televirksomheden TELMORE, hvorefter det var ejet af TDC og senere blev nedlukket.
Selskabet havde ikke sit eget mobilnet, men lejede sig i stedet ind på TDC's net. Firmaet satsede på lave minutpriser, konkurrencer og selvbetjening via internettet.
M1 blev stiftet i 2003 af Mads Peter Veiby & Thomas Havemann. Mobilselskabet M1 oplevede en turbulent start. Selskabet fik i den forbindelse tilført yderligere kapital fra 2 nordjyske forretningsfolk (Claus Christensen tidl. Lasat Modems og i-Data og Peter Balling, Cenath Holding).[kilde mangler] Ifølge M1 skyldtes kapitaltilførslen, at der i virksomhedens første måneder var priskrig mellem de 2 større rivaler Telmore og CBB Mobil.[kilde mangler]

## Priser og taksering
M1 var blandt de første danske teleselskaber, der takserede pr. påbegyndt minut, i stedet for at taksere for faktisk taletid i sekunder. M1's oprunding indebar, at M1 fik betaling for 60 sekunder, hvis en samtale varede 1 sekund, og for 120 sekunder når samtalen varede 61 sekunder. Ikke alle M1's abonnementer blev takseret pr. påbegyndt minut, M1 tilbød også abonnementer med taksering pr. sekund. 

## Koncept

### Opkaldsafgifter
I efteråret 2007 tilspidsede konkurrencen på det danske mobilmarked med rygter om en ny aggressiv operatør på markedet. Det reagerede M1 på ved som de første i Danmark at lancere et nyt sekundtakseret abonnement som havde 0 opkaldsafgift.[kilde mangler]

### Markedsføring og advarsel for vildledning
M1 var siden start aggressiv med sin markedsføring og havde iflg. M1 haft en dominerende rolle på internet baseret markedsføring. M1 var blandt de første i Danmark som afprøvede den nye lov om tilgift ved at forære biografbilletter til kunder, som valgte at skifte mobilabonnement til M1.
Den aggressive markedsføring bragte M1 i modvind. Således var M1 i DR's forbrugerprogram Kontant i foråret 2007. Efter programmet så Forbrugerombudsmanden på de indbragte sager, hvilket medførte, at Forbrugerombudsmanden i januar 2008 gav M1 en advarsel for vildledende markedsføring. Det var Forbrugerombudsmandens opfattelse, at M1' markedsføring i en række tilfælde havde været kritisabel og ikke levede op til reglerne i markedsføringsloven og Forbrugerombudsmandens vejledning om god markedsføringsskik på teleområdet. Forbrugerombudsmanden afsluttede sagen med en indskærpelse, men forbeholdt sig politianmeldelse, hvis selskabet ikke indrettede sin markedsføring efter reglerne.

## Vækst og selvopfattelse
M1 viste sig at være en rentabel forretning. Selskabet havde overskud i 2. driftsår. I år 2006 modtog M1 prisen for bedste danske start-up virksomhed i Ernst & Young's "Entreprenuer of the year"-konkurrence. M1 omtalte sig selv fra 2004 som Danmarks hurtigst voksende mobilselskab. I foråret 2008 fortalte M1 til epn.dk/JP at selskabet havde rundet kunde nr. 100.000.
I september 2008 vandt M1 Dagbladet Børsens Gazelle 2008 i Region Nordjylland samt på landsplan som Danmarks hurtigstvoksende virksomhed. Virksomheden havde iflg. M1's oplysninger til Dagbladet Børsen en vækst i perioden på ca. 4.500%. Denne vækst bragte iflg. M1 virksomheden op blandt toppen af danske selskaber, og helt i top inden for mobil -og telesektoren, som i årerne fra 2006 var hårdt presset grundet priskonkurrence.
I 2009 vandt M1 igen prisen som hurtigst voksende virksomhed i Nordjylland og blev nr. 2 i landskonkurrencen efter et elselskab fra Midtjylland.

## Frasalg
I december 2009 blev M1 solgt til Telmore i TDC koncernen. Parterne ønskede ikke officielt at offentliggøre købesummen. Nogle medier gættede på købssummen. 
Selskaberne omtalte selv omsætningen i M1 A/S som værende "over 100 mio kr." og kundetallet som værende "over 100.000 kunder", hvilket blev gengivet i en række medier. Selskabet ønskede ikke at konkretisere disse tal, og der forelagde ingen offentliggjort verifikation heraf, eftersom tallene er udeholdt fra selskabets officielle årsrapport.
Mads Peter Veiby har senere, i et interview, udtalt at selskabet blev købt for 170 mio. kr. 